# Monoctenus subconstrictus
Monoctenus subconstrictus är en stekelart som beskrevs av Thomson 1871. Monoctenus subconstrictus ingår i släktet Monoctenus, och familjen barrsteklar. Arten är reproducerande i Sverige.